# 愛をありがとう
「愛をありがとう」（あいをありがとう）は、MISIAの配信限定シングル。アリオラジャパンから2023年9月1日に配信された。

## 概要
本作は2023年4月、MISIAが「湖池屋ポテトチップス」60周年記念新CMのために「未発表の新曲」として書き下ろした楽曲で、同年9月1日にリリースされた。
Rockon Social Clubとのコラボ楽曲「傷だらけの王者」は同日リリースとなっている。
同曲は『第74回NHK紅白歌合戦』で大トリで披露された。

## 収録曲
| #         | タイトル                                             | 作詞      | 作曲           | 編曲                 | 時間 |
| --------- | ---------------------------------------------------- | --------- | -------------- | -------------------- | ---- |
| 1.        | 「愛をありがとう」(湖池屋「ポテトチップス」CMソング) | MISIA     | Jhen F、Wei Yi | 船山基紀、Johnny Yim | 5:14 |
| 合計時間: | 合計時間:                                            | 合計時間: | 合計時間:      | 合計時間:            | 5:14 |